# 무색계 마음
무색계 마음(팔리어: arūpāvacaracittāni 아루-빠- 와짜라 찟따-니, 영어: immaterial-sphere consciousness)은 특히 상좌부의 교학과 아비담마 그리고 수행에서 사용하는 용어로, 욕계 · 색계 · 무색계 · 출세간에 속한 총 89가지 마음 또는 총 121가지 마음 중 무색계에 속한 마음들을 말한다. 다음과 같은 총 12가지가 있다.
- 무색계 유익한 마음 4가지 一 무색계 선정에 든 마음 4가지
- 무색계 과보의 마음 4가지 一 무색계에 태어나는 과보로서의 마음 4가지
- 무색계 작용만 하는 마음 4가지 一 무색계 선정을 획득한 아라한만이 가진 작용만 하는 마음 4가지

위의 세 유형 각각의 4가지는 모두 공무변처정 · 식무변처정 · 무소유처정 · 비상비비상처정의 4무색정(四無色定)의 체계를 따른 것이다.
무색계 마음은 다음의 분류 또는 체계에 속한다.
- 욕계 · 색계 · 무색계 · 출세간에 속한 총 89가지 마음 또는 총 121가지 마음
  - 욕계 마음 54가지
  - 색계 마음 15가지
  - 무색계 마음 12가지
    - 무색계 유익한 마음 4가지
    - 무색계 과보의 마음 4가지
    - 무색계 작용만 하는 마음 4가지

  - 출세간의 마음 8가지 또는 40가지

## 목록
무색계 마음 一 12가지
- 무색계 유익한 마음 一 4가지 一 누적 4가지
		  1. 공무변처의 유익한 마음
  2. 식무변처의 유익한 마음
  3. 무소유처의 유익한 마음
  4. 비상비비상처의 유익한 마음
- 무색계 과보의 마음 一 4가지 一 누적 8가지
		  1. 공무변처의 과보의 마음
  2. 식무변처의 과보의 마음
  3. 무소유처의 과보의 마음
  4. 비상비비상처의 과보의 마음
- 무색계 작용만 하는 마음 一 4가지 一 누적12가지
		  1. 공무변처의 작용만 하는 마음
  2. 식무변처의 작용만 하는 마음
  3. 무소유처의 작용만 하는 마음
  4. 비상비비상처의 작용만 하는 마음

## 4무색정
무색계 선정 즉 4무색정(四無色定, 영어: four immaterial jhānas)은 물질을 완전히 초월한 선정, 즉, 욕계의 조대한 물질과 색계의 미세한 물질 모두를 초월한 선정으로 오직 마음(citta)과 마음작용(cetasika)만이 남아 있는 선정이다. 달리 말해, 색 · 수 · 상 · 행 · 식의 5온 중 색온이 없고 수 · 상 · 행 · 식의 4온만 있는 선정이다. 즉 명색(名色) 중 명(名)만 있는 선정이다.
4무색정이 일어나는 무색계의 영역[處, 天, 처소] 즉 4무색처(四無色處) 또는 4무색천(四無色天)은 이름을 붙이는데 사용할 물질이 없으므로, 선정의 경지에 따라 이름을 붙여서 다음과 같이 칭한다.
| 선정의 이름                     | 처소의 이름                                                 | 처소의 팔리어 이름       | 처소의 영문 이름 |
| ------------------------------- | ----------------------------------------------------------- | ------------------------ | --- |
| 공무변처정 (空無邊處定)         | 공무변처(空無邊處) = 공무변처천(空無邊處天)                 | ākāsānañcāyatana         | the base of infinite space = 무한한 공간의 토대(선정) |
| 식무변처정 (識無邊處定)         | 식무변처(識無邊處) = 식무변처천(識無邊處天)                 | viññāṇañcāyatana         | the base of infinite consciousness = 무한한 마음의 토대(선정) |
| 무소유처정 (無所有處定)         | 무소유처(無所有處) = 무소유처천(無所有處天)                 | ākiñcaññāyatana          | the base of nothingness = 아무것도 없음의 토대(선정) |
| 비상비비상처정 (非想非非想處定) | 비상비비상처(非想非非想處) = 비상비비상처천(非想非非想處天) | n’evasaññān’āsaññāyatana | the base of neither perception nor non-perception = 상(想)도 아니고 상 아님도 아님의 토대(선정) = 상(想)이 존재하는 것도 아니고 존재하지 않는 것도 아님의 토대(선정) |

## 무색계 유익한 마음
무색계 유익한 마음은 무색계의 4가지 선정인 4무색정에 든 상태의 마음을 말하는 것으로 , 예를 들어, 욕계나 색계에 태어난 유정이 수행을 통해 4무색계(四無色界) 즉 4무색천(四無色天)에 들어갈 때 그 유정은 무색계 유익한 마음과 함께한다.

## 무색계 과보의 마음
무색계 과보의 마음은 과거 생에서 4무색정을 닦아 성취(획득이 아님)한 유정이 현생에서 무색계에서 태어날 때 함께하는 마음이다. 무색계에는 물질이 없으므로 오직 중동분(眾同分)과 명근(命根) 등이 가화합하여 몸을 이룬다.

## 무색계 작용만 하는 마음
무색계 작용만 하는 마음은 무색계 선정에 든 붓다를 포함한 아라한의 선한 작용만 하는 마음을 말한다. 아라한의 마음은 오직 진여의 무분별지를 발현하여 작용할 뿐 그 작용이 끝나고 나면 곧바로 소멸하여 후유를 낳을 어떠한 단서 즉 어떠한 집착 또는 욕망도 남기지 않기 때문에 오직 선한(유익한) 작용만 할 뿐 선업도 쌓지 않아 후유를 낳지 않는다.

## 같이 보기
- 무색계
- 3계9지
- 3유
- 25유
- 유익한 마음
- 과보의 마음
- 작용만 하는 마음